# Епархия Бариа
Епархия Бариа (лат. Dioecesis Barianensis) — епархия Римско-Католической Церкви с центром в городе Бариа, Вьетнам. Епархия Бариа входит в митрополию Хошимина. Кафедральным собором епархии Бариа является церковь святых Филиппа и Иакова.

## История
22 ноября 2005 года Римский папа Бенедикт XVI издал буллу «Ad aptius consulendum», которой учредил епархию Бариа, выделив её из епархии Суанлока.

## Ординарии епархии
- Томас Нгуен Ван Чам (с 22 ноября 2005 по 6 мая 2017).
- Эммануэль Нгуен Хонг Шон (с 6 мая 2017)